# Gnamptogenys binghamii
Gnamptogenys binghamii är en myrart som först beskrevs av Auguste-Henri Forel 1900.  Gnamptogenys binghamii ingår i släktet Gnamptogenys och familjen myror. Inga underarter finns listade i Catalogue of Life.